# وليد الفلوجي
وليد إبراهيم الفلوجي واشتُهر أيضاً باسم وليد الدليمي هو قارئ قرآن عراقي وإمام يؤم المصلين بالصلاة ومُنشد للمُوشّحات، ولد في مدينة الرمادي عام 1941م. أجاد في أداء تلاوة القرآن، وسجل تلاوات قرآنية على الطريقة العراقية.
أُصيب بمرض رمد العين الصديدي وفقد بصره وهو في الرابعة من عمره، درس علوم التلاوة والتجويد وحفظ القرآن في سن الخامسة عشر.

## حياته مع القرآن
اشتُهر بقراءة القرآن في مجالس العزاء وكان يؤمُّ المصلين في جامع الرمادي، وفي الثالثة والعشرين من عمره عَينته وزارة الأوقاف مُقْرئا في جامع الشيخ عبد الجليل في الرمادي. ولم يقتصر على قراءة القرآن، بل اشتهر أيضاً بالموشحات عبر المناقب الدينية في جوامع الرمادي والفلوجة وبقية مدن العراق، حتى عُرف بلقبه الذي لازمه (الفلوجي) وذلك لكثرة ظهوره كقارئ ومنشد للموشحات في مساجد الفلوجة، في الكثير من المناسبات الدينية كالمولد النبوي وليلة الإسراء والمعراج ورأس السنة الهجرية. ولعلَّ أكثر تسجيلاته شهرةً (سورة يوسف) التي أجاد بقراءتها واكتسب شهرةً واسعةً بتلاوتها حتى صارت تُسمَعُ في كثيرٍ من البيوت والمحلات ومجالس العزاء.[بحاجة لمصدر]

## سفره خارج العراق
سافر إلى الكويت في عام 1967 وعمل مؤذناً في جامع الوزان في الكويت لمدة أربع سنوات ثم عمل إماماً لأحد المساجد (مسجد المطير)، دخل معهد الإمامة والخطابة في الكويت وتخرج منه ليعمل مدرساً للقرآن لمدة 13 سنة. ثُم دخل دار القرآن الكريم الأزهرية ودرس فيها علوم القرآن والتفسير مدة ست سنوات. التقى الفلوجي بالقارئ عبد الباسط عبد الصمد والقارئ محمد صديق المنشاوي وقرأ أمامهما عند سفره إلى القاهرة، وتلقّى منها ترحيباً وتشجيعاً على طريقة التلاوة العراقية.

## الوفاة
توفي بعد معاناة مع المرض في إحدى مستشفيات أربيل في الثاني من نوفمبر عام 2019م حيث كان نازحاً بسبب تدهور الأوضاع الأمنية في مدينته، وقد نعتْه هيئة علماء المسلمين في العراق في بيان رسمي:«بمزيد من الرضا بقضاء الله تعالى وقدره؛ تنعى هيئة علماء المسلمين في العراق؛ المقرئ الشيخ (وليد إبراهيم عبد الكريم محمد العبدلي) المعروف بـ (وليد الفلوجي)، الذي وافاه الأجل صباح اليوم (5/ربيع الأول/1441هـ، 2/11/2019م) في محافظة أربيل شمال العراق......رحم الله الشيخ وجزاه عمّا قدّم وبذل في خدمة كتاب الله وتلاوته وتحبيب سامعيه بتلاوة القرآن وتدبر آياته خير الجزاء، وعوّض العراق والأمة الإسلامية قراءً وعلماء أفذاذًا مخلصين يعيدون لها مجدها ومكانتها.»

## روابط خارجية
- القارئ وليد الفلوجي-تجويد القرآن الكريم
- صفحة القارئ على موقع إسلام ويب